# Walter Wreszinski
Walter Wreszinski, född 18 mars 1880 i Mogilno i Tyskland, död 9 april 1935 i Königsberg, var en tysk egyptolog.
Wreszinski blev 1915 extra ordinarie och 1920 ordinarie professor i egyptologi vid universitetet i Königsberg. Han författade bland annat Die Hohenpriester des Amon (doktorsavhandling, 1904), Die Medizin der alten Ägypter I–III (1909–1913), Ägyptische Inschriften aus dem k.k. Hofmuseum in Wien (1906) och Atlas zur altägyptischen Kulturgeschichte (I, 1915–1923; II, 1924–1925).